# ميك فلين
ميك فلين (بالإنجليزية: Mick Flynn)‏ هو عسكري بريطاني، ولد في 1960 في كارديف في المملكة المتحدة.